# Округ Пемискот (Мисури)
Пемискот (енгл. Pemiscot County) је округ у америчкој савезној држави Мисури.

## Демографија
По попису из 2010. године број становника је 18.296, што је 1.751 (-8,7%) становника мање него 2000. године.
| Група             | 2000.          | 2010.          |
| Белци             | 14.244 (71,1%) | 12.741 (69,6%) |
| Афроамериканци    | 5.259 (26,2%)  | 4.899 (26,8%)  |
| Азијати           | 54 (0,3%)      | 41 (0,2%)      |
| Хиспаноамериканци | 315 (1,6%)     | 341 (1,9%)     |
| Укупно            | 20.047         | 18.296         |